# 宮沢村 (山形県)
宮沢村（みやさわむら）は、かつて山形県北村山郡にあった村。

## 沿革
- 1889年（明治22年）4月1日 - 町村制施行に伴い北村山郡押切村、正厳村、丹生村、高橋村、行沢村、中島村、岩谷沢村、市野々村、富山村が合併し、宮沢村が発足。
- 1954年（昭和29年）10月1日 - 北村山郡尾花沢町、福原村、玉野村、常盤村と合併し、尾花沢町を新設して消滅。